# Древнеперсидская клинопись
Древнеперси́дская кли́нопись — наиболее молодая из клинописных форм письма. Хотя знаки внешне напоминают аккадскую или шумерскую клинопись, сходство лишь внешнее — по происхождению это совершенно оригинальная письменность. Дешифрована в XIX в. немецким учителем Г. Ф. Гротефендом и английским дипломатом Г. К. Роулинсоном. Все надписи относятся к эпохе Ахеменидов. Наиболее известной является трёхъязычная монументальная надпись на Бехистунской скале — на древнеперсидском, аккадском и эламском языках.
Письменность состоит из 41 знака — 36 фонограмм и 5 логограмм, а также включает 1 словоразделительный знак.

## Дешифровка

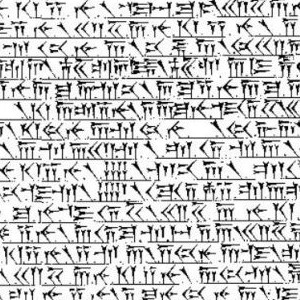
Копия Бехистунской надписи

Роулинсон рисковал своей жизнью, чтобы скопировать и прочесть труднодоступную Бехистунскую надпись, высеченную на скале, тогда как Гротефенд решил (хотя и не до конца) загадку клинописи за письменным столом. Ключом к дешифровке Гротефенду послужила однообразная структура ряда надписей, в которых, по его мнению, должны были упоминаться имя царя, имя его отца, титул и принадлежность к Ахеменидам.
Роулинсон в 1835 г. впервые посетил Бехистунскую скалу. Он несколько раз забирался на скалу, чтобы скопировать тройную надпись (на древнеперсидском, эламском и аккадском языках). В 1846 г. он опубликовал перевод всей надписи. Вопрос о том, был ли знаком Роулинсон с работой Гротефенда, до сих пор остаётся открытым.

## Происхождение
Согласно наиболее распространённой среди учёных версии, древнеперсидская клинопись была создана искусственно около 520 года до н. э. с целью фиксации монументальных надписей ахеменидских царей, в первую очередь — грандиозной Бехистунской надписи Дария I. Известные науке пять надписей, составленные якобы от лица предшественников Дария (его деда Аршамы и прадеда Ариарамны, а также Кира II Великого, основателя Ахеменидской державы), по мнению большинства исследователей, относятся к гораздо более позднему времени.
Утверждение о том, что древнеперсидская клинопись является независимым письмом, является в целом справедливым. Однако некоторое сходство между знаками древнеперсидской и аккадской (эламской) клинописи может быть обнаружено. Графема la происходит от аккадского знака la, однако звук l отсутствует в исконно древнеперсидских словах. Кроме того, клинописные знаки ba, ra, ta, sa, na обнаруживают определённое сходство с аккадскими знаками. Графема u, начинающаяся со «скобочного клина», представляет собой «расширение» аккадской графемы, состоящей только из этого клина. Клинообразная форма знаков шумеро-аккадской письменности была обусловлена наиболее распространённым материалом для письма — глиной, в то время как древнеперсидские надписи делались только на камне и металле, что также говорит в пользу искусственного происхождения древнеперсидской клинописи.
Вместе с тем несомненно, что при создании новой письменности за основу была взята шумеро-аккадская система — именно её влиянием (помимо формы знаков) объясняется тот факт, что древнеперсидская клинопись так и не стала чисто алфавитной, сохранив символы, которые могли одновременно выражать и отдельный согласный, и открытый слог с тем же согласным. Кроме того, прямым свидетельством воздействия клинописи Месопотамии на древнеперсидскую является наличие в последней идеограмм.

## Знаки
В состав письменности входят знаки для 3 гласных: a, i, u, и двадцати двух согласных: k, x, g, c, ç, j, t, θ, d, p, f, b, n, m, y, v, r, l, s, z, š, и h. По сравнению с авестийской письменностью в персидской клинописи не было знаков для передачи фрикативных. Знаки для согласных могли читаться либо как согласные, либо как слоги с гласной «а» (например, k или ka), что говорит о смешанном алфавитно-слоговом типе письма, отличном как от чисто слогового письма, так и от письма типа абугида. В древнеперсидской клинописи представлены лишь некоторые из слогов Ci и Cu:
ku, gu, tu, du, nu, ru, mu, ji, di, mi, vi. Однако они лишь частично совпадают с наиболее часто встречающимися слогами (выборка взята по Бехистунской надписи): ti, θi, di, bi, mi, ku, ši, çi, vi, ru, ni.
|      |   | k- | x- | g- | c- | ç- | j- | t- | θ- | d- | p- | f- | b- | n- | m- | y- | v- | r- | l- | s- | z- | š- | h- |
| -(a) | 𐎠 | 𐎣  | 𐎧  | 𐎥  | 𐎨  | 𐏂  | 𐎩  | 𐎫  | 𐎰  | 𐎭  | 𐎱  | 𐎳  | 𐎲  | 𐎴  | 𐎶  | 𐎹  | 𐎺  | 𐎼  | 𐎾  | 𐎿  | 𐏀  | 𐏁  | 𐏃  |
| -i   | 𐎡 | —  | 𐎧  | —  | 𐎨  | 𐏂  | 𐎪  | 𐎫  | 𐎰  | 𐎮  | 𐎱  | 𐎳  | 𐎲  | 𐎴  | 𐎷  | 𐎹  | 𐎻  | 𐎼  | 𐎾  | 𐎿  | 𐏀  | 𐏁  | 𐏃  |
| -u   | 𐎢 | 𐎤  | 𐎧  | 𐎦  | 𐎨  | 𐏂  | —  | 𐎬  | 𐎰  | 𐎯  | 𐎱  | 𐎳  | 𐎲  | 𐎵  | 𐎸  | 𐎹  | —  | 𐎽  | 𐎾  | 𐎿  | 𐏀  | 𐏁  | 𐏃  |

- Логограммы:
  - Ахура Мазда: 𐏈, 𐏉, 𐏊 (род. падеж)
  - xšāyaθiya- «царь»: 𐏋
  - dahyāu- «страна»: 𐏌, 𐏍
  - baga- «бог»: 𐏎
  - būmi- «земля»: 𐏏
- словоразделитель: 𐏐
- Цифры:
  - 1 𐏑, 2 𐏒, 5 𐏒𐏒𐏑, 7 𐏒𐏒𐏒𐏑, 8 𐏒𐏒𐏒𐏒, 9 𐏒𐏒𐏒𐏒𐏑
  - 10 𐏓, 12 𐏓𐏒, 13 𐏓𐏒𐏑, 14 𐏓𐏒𐏒, 15 𐏓𐏒𐏒𐏑, 18 𐏓𐏒𐏒𐏒𐏒, 19 𐏓𐏒𐏒𐏒𐏒𐏑, 20 𐏔, 22 𐏔𐏒, 23 𐏔𐏒𐏑, 25 𐏔𐏒𐏒𐏑, 26 𐏔𐏒𐏒𐏒, 27 𐏔𐏒𐏒𐏒𐏑, 40 𐏔𐏔, 60 𐏔𐏔𐏔,
  - 120 𐏕𐏔

## Юникод
В Юникоде, начиная с версии 4.1, под древнеперсидскую клинопись отведён диапазон U+103A0—U+103DF:
|       |  | 0 | 1 | 2 | 3 | 4 | 5 | 6 | 7 | 8 | 9 | A | B | C | D | E | F |
| 103A0 |  | 𐎠 | 𐎡 | 𐎢 | 𐎣 | 𐎤 | 𐎥 | 𐎦 | 𐎧 | 𐎨 | 𐎩 | 𐎪 | 𐎫 | 𐎬 | 𐎭 | 𐎮 | 𐎯 |
| 103B0 |  | 𐎰 | 𐎱 | 𐎲 | 𐎳 | 𐎴 | 𐎵 | 𐎶 | 𐎷 | 𐎸 | 𐎹 | 𐎺 | 𐎻 | 𐎼 | 𐎽 | 𐎾 | 𐎿 |
| 103C0 |  | 𐏀 | 𐏁 | 𐏂 | 𐏃 |   |   |   |   | 𐏈 | 𐏉 | 𐏊 | 𐏋 | 𐏌 | 𐏍 | 𐏎 | 𐏏 |
| 103D0 |  | 𐏐 | 𐏑 | 𐏒 | 𐏓 | 𐏔 | 𐏕 |   |   |   |   |   |   |   |   |   |   |